# Куюк-Тук
Куюк-Тук (укр. Куюк-Тук) — остров в западной части залива Сиваш Азовского моря, на территории Генического района Херсонской области (Украина). Площадь — н/д км². Необитаем.
Остров (2,53 км², северо-западная часть) расположен в границах Азово-Сивашского национального природного парка, созданного 25 февраля 1993 году с общей площадью 52 154 га, и водно-болотного угодья международного значения «Центральный Сиваш», утверждённого в 1976 году с общей площадью 45 700 га.

## География
Длина — 9,3 км, ширина — 2 км. Наивысшая точка — 21,9 м, средняя высота — 0-20 м. Берега острова — −0,4 м. Расположено два опорных пункта государственной геодезической сети: один из них на кургане (высотой 2 м).
Остров Куюк-Тук вытянутый с северо-востока на юго-запад. Берега острова извилистые, чередуются пологие и обрывистые, с берегами и без (высотой 4-9 м). Южная часть острова переходит в отмель. Есть несколько временных водоемов. Отделен от материка (полуострова Чонгар) узким проливом (шириной 0,8-2,8 м) с отмелями, который перекрывает насыпь с автодорогой без твердого покрытия. На острове есть несколько автодорог без твердого покрытия.
Растительность острова пустынная степная (типчаково-ковыльная) и солончаковая. Почвы каштановые, солончаки и солонцы. Водно-болотные угодья является местом гнездования, зимования и миграции множества птиц.